# Blauwgroen juffertje
Het blauwgroen juffertje (Chromis viridis) is een straalvinnige vissensoort uit de familie van rifbaarzen en koraaljuffertjes (Pomacentridae). De wetenschappelijke naam van de soort is voor het eerst geldig gepubliceerd in 1830 door Cuvier.  De vis wordt ongeveer 90 mm, eet voornamelijk zoöplankton en leeft in scholen in koraalrif. In de natuur komt het juffertje voor in de Indische en Grote Oceaan. Wereldwijd is het een van de meest geïmporteerde vis voor aquaria. 